# Vittorio di Hohenlohe-Langenburg
Vittorio di Hohenlohe-Langenburg (Langenburg, 11 dicembre 1833 – Londra, 31 dicembre 1891) è stato un principe tedesco della casata di Hohenlohe, ufficiale della Royal Navy e scultore.

## Biografia
Vittorio Ferdinando Francesco Eugenio Gustavo Adolfo Costantino Federico di Hohenlohe-Langenburg, conosciuto anche col nome di Count Gleichen, nacque a Langenburg nel Württemberg, quarto figlio del terzo maschio del principe Ernesto I di Hohenlohe-Langenburg (1794-1860) e di sua moglie, la principessa Feodora di Leiningen (1807-1856). Sua madre era la sorellastra della regina Vittoria d'Inghilterra in quanto entrambe erano figlie della principessa Vittoria di Sassonia-Coburgo-Saalfeld (1786–1861) la quale in prime nozze aveva sposato il principe Emilio Carlo di Leiningen (1763–1814) ed aveva poi sposato Edoardo Augusto, duca di Kent (1767–1820), rispettivamente), e per questo la sua famiglia era strettamente legata alla famiglia reale inglese.
Vittorio (altre volte indicato "alla tedesca" come Viktor) divenne ufficiale della Royal Navy nel 1848 e venne promosso luogotenente nel 1854. Come luogotenente egli prestò servizio sulla HMS St Jeanne d'Arc nel Mediterraneo agli ordini del capitano Henry Keppel nel 1855; dopo aver comandato la HMS Traveller per alcuni mesi nel 1856 dal varo fino a che la nave fu radiata, prestò servizio nuovamente sotto Keppel sulla HMS Raleigh nelle Indie Orientali ed in Cina, naufragando presso Macao nel 1857. Nel 1856 per il proprio servizio prestato in Cina ottenne la Victoria Cross. Promosso al rango di comandante nel 1857, comandò lo sloop HMS Scourge nel Mediterraneo. promosso al rango di capitano nel 1859, prese il comando della corvetta HMS Racoon dal 1863 al 1866, periodo durante il quale il principe Alfredo, duca di Edimburgo (1844-1900), figlio secondogenito della regina Vittoria, era imbarcato con lui in marina. Egli si ritirò dal servizio attivo nel 1866, e l'anno successivo venne nominato Commendatore dell'Ordine del Bagno (venendo avanzato alla Gran Croce nel 1887).

## Opere
Dopo essersi ritirato dalla carriera militare, Vittorio di Hohenlohe-Langenburg si dedicò alla scultura, sua grande passione.
Alcune delle sue opere furono
- la grande statua di Alfredo il Grande per la piazza del mercato di Wantage, nell'Oxfordshire.
- il busto di Mary Seacole nel 1871, nell'Istitute of Jamaica a Kingston.
- la statua della regina Vittoria per il Royal Holloway College, Università di Londra, Egham, Surrey.[1]
- la statua Thomas Holloway con sua moglie Jane, per il Royal Holloway College, Università di Londra, Egham, Surrey.[1]

## Matrimonio e figli
Egli sposò lady Laura Williamina Seymour, figlia minore dell'Ammiraglio Sir George Seymour (sotto il quale prestò servizio negli anni '50 dell'Ottocento sulla HMS Cumberland) il 24 gennaio 1861 a Londra. Poco dopo questo suo matrimonio morganatico, sua moglie venne creata contessa Gleichen, uno dei territori della famiglia Hohenlohe. La coppia ebbe quattro figli:
- Albert Edward Wilfred (1863-1937), soldato.
- Feodora Georgina Maud (1861-1922), scultore.
- Victoria "Valda" Alice Leopoldina Ada Laura (1868-1951), cantante.
- Helena Emily (1873-1947), artista.

L'unico figlio maschio del principe Vittorio, conosciuto anche come "Count Gleichen", divenne Maggiore Generale dell'esercito britannico.
Il principe Vittorio rinunciò al proprio titolo tedesco nel dicembre del 1885, e nel 1887 ottenne il rango di ammiraglio. Morì a Londra e venne sepolto a Sunningdale.

## Ascendenza
|                                          |                    |                                                  | Genitori                                      |  |  | Nonni |  |  | Bisnonni                                  |  |  | Trisnonni                     |  |
|                                          |                    |                                                  |                                               |  |  |       |  |  | Cristiano Alberto di Hohenlohe-Langenburg |  |  | Luigi di Hohenlohe-Langenburg |  |
|                                          |                    |                                                  |                                               |  |  |       |  |  | Cristiano Alberto di Hohenlohe-Langenburg |  |  | Luigi di Hohenlohe-Langenburg |  |
|                                          |                    | Eleonora di Nassau-Saarbrücken                   |                                               |  |  |       |  |  | Cristiano Alberto di Hohenlohe-Langenburg |  |  |                               |  |
| Carlo Ludovico I di Hohenlohe-Langenburg |                    |                                                  |                                               |  |  |       |  |  | Cristiano Alberto di Hohenlohe-Langenburg |  |  |                               |  |
|                                          |                    | Carolina di Stolberg-Gedern                      | Federico Carlo di Stolberg-Gedern             |  |  |       |  |  |                                           |  |  |                               |  |
|                                          |                    | Carolina di Stolberg-Gedern                      | Federico Carlo di Stolberg-Gedern             |  |  |       |  |  |                                           |  |  |                               |  |
|                                          |                    | Carolina di Stolberg-Gedern                      | Luisa di Nassau-Saarbrücken                   |  |  |       |  |  |                                           |  |  |                               |  |
| Ernesto I di Hohenlohe-Langenburg        |                    | Carolina di Stolberg-Gedern                      |                                               |  |  |       |  |  |                                           |  |  |                               |  |
|                                          |                    | Giovanni Cristiano II di Solms-Baruth            | Giovanni Carlo di Solms-Baruth                |  |  |       |  |  |                                           |  |  |                               |  |
|                                          |                    | Giovanni Cristiano II di Solms-Baruth            | Giovanni Carlo di Solms-Baruth                |  |  |       |  |  |                                           |  |  |                               |  |
|                                          |                    | Giovanni Cristiano II di Solms-Baruth            | Luisa di Lippe-Biesterfeld                    |  |  |       |  |  |                                           |  |  |                               |  |
| Amalia Enrichetta di Solms-Baruth        |                    | Giovanni Cristiano II di Solms-Baruth            |                                               |  |  |       |  |  |                                           |  |  |                               |  |
|                                          |                    | Federica Luisa di Reuss-Köstritz                 | Enrico VI di Reuss-Köstritz                   |  |  |       |  |  |                                           |  |  |                               |  |
|                                          |                    | Federica Luisa di Reuss-Köstritz                 | Enrico VI di Reuss-Köstritz                   |  |  |       |  |  |                                           |  |  |                               |  |
|                                          |                    | Federica Luisa di Reuss-Köstritz                 | Anna Francesca Enrichetta Luisa de Casado     |  |  |       |  |  |                                           |  |  |                               |  |
| Vittorio di Hohenlohe-Langenburg         |                    | Federica Luisa di Reuss-Köstritz                 |                                               |  |  |       |  |  |                                           |  |  |                               |  |
|                                          | Carlo di Leiningen | Federico Magnus di Leiningen-Dagsburg-Hartenburg |                                               |  |  |       |  |  |                                           |  |  |                               |  |
|                                          | Carlo di Leiningen | Federico Magnus di Leiningen-Dagsburg-Hartenburg |                                               |  |  |       |  |  |                                           |  |  |                               |  |
|                                          | Carlo di Leiningen | Anna di Wurmbrand-Stuppach                       |                                               |  |  |       |  |  |                                           |  |  |                               |  |
| Emilio Carlo di Leiningen                | Carlo di Leiningen |                                                  |                                               |  |  |       |  |  |                                           |  |  |                               |  |
|                                          |                    | Cristiana di Solms-Rödelheim-Assenheim           | Guglielmo di Solms-Rödelheim-Assenheim        |  |  |       |  |  |                                           |  |  |                               |  |
|                                          |                    | Cristiana di Solms-Rödelheim-Assenheim           | Guglielmo di Solms-Rödelheim-Assenheim        |  |  |       |  |  |                                           |  |  |                               |  |
|                                          |                    | Cristiana di Solms-Rödelheim-Assenheim           | Maria Anna di Wurmbrand-Stuppach              |  |  |       |  |  |                                           |  |  |                               |  |
| Feodora di Leiningen                     |                    | Cristiana di Solms-Rödelheim-Assenheim           |                                               |  |  |       |  |  |                                           |  |  |                               |  |
|                                          |                    | Francesco Federico di Sassonia-Coburgo-Saalfeld  | Ernesto Federico di Sassonia-Coburgo-Saalfeld |  |  |       |  |  |                                           |  |  |                               |  |
|                                          |                    | Francesco Federico di Sassonia-Coburgo-Saalfeld  | Ernesto Federico di Sassonia-Coburgo-Saalfeld |  |  |       |  |  |                                           |  |  |                               |  |
|                                          |                    | Francesco Federico di Sassonia-Coburgo-Saalfeld  | Sofia Antonietta di Brunswick-Wolfenbüttel    |  |  |       |  |  |                                           |  |  |                               |  |
| Vittoria di Sassonia-Coburgo-Saalfeld    |                    | Francesco Federico di Sassonia-Coburgo-Saalfeld  |                                               |  |  |       |  |  |                                           |  |  |                               |  |
|                                          |                    | Augusta di Reuss-Ebersdorf                       | Enrico XXIV di Reuss-Ebersdorf                |  |  |       |  |  |                                           |  |  |                               |  |
|                                          |                    | Augusta di Reuss-Ebersdorf                       | Enrico XXIV di Reuss-Ebersdorf                |  |  |       |  |  |                                           |  |  |                               |  |
|                                          |                    | Augusta di Reuss-Ebersdorf                       | Carolina Ernestina di Erbach-Schönberg        |  |  |       |  |  |                                           |  |  |                               |  |
|                                          |                    | Augusta di Reuss-Ebersdorf                       |                                               |  |  |       |  |  |                                           |  |  |                               |  |